# Pafos FC
O Pafos FC é um clube de futebol cipriota de Pafos, no Chipre. A equipe compete no Campeonato Cipriota de Futebol.

## História
O clube foi fundado em 2014, pela fusão do AEK Kouklia e do AEP Paphos.

## Títulos
| NACIONAIS | NACIONAIS            | NACIONAIS | NACIONAIS  |
|           | Competição           | Títulos   | Temporadas |
| --------- | -------------------- | --------- | ---------- |
|           | Campeonato do Chipre | 1         | 2024–25    |
|           | Copa do Chipre       | 1         | 2023–24    |